# Giovanni Vittani
Giovanni Vittani (Milano, 7 agosto 1875 – Milano, 5 luglio 1938) è stato un archivista, paleografo e storico italiano, fautore del rinnovamento metodologico archivistico proposto da Luigi Fumi e suo successore come direttore dell'Archivio di Stato di Milano. Fu socio della Regia Deputazione di Storia Patria di Torino.

## Biografia

### Sotto il mandato di Luigi Fumi e il rinnovamento della Scuola dell'ASMi

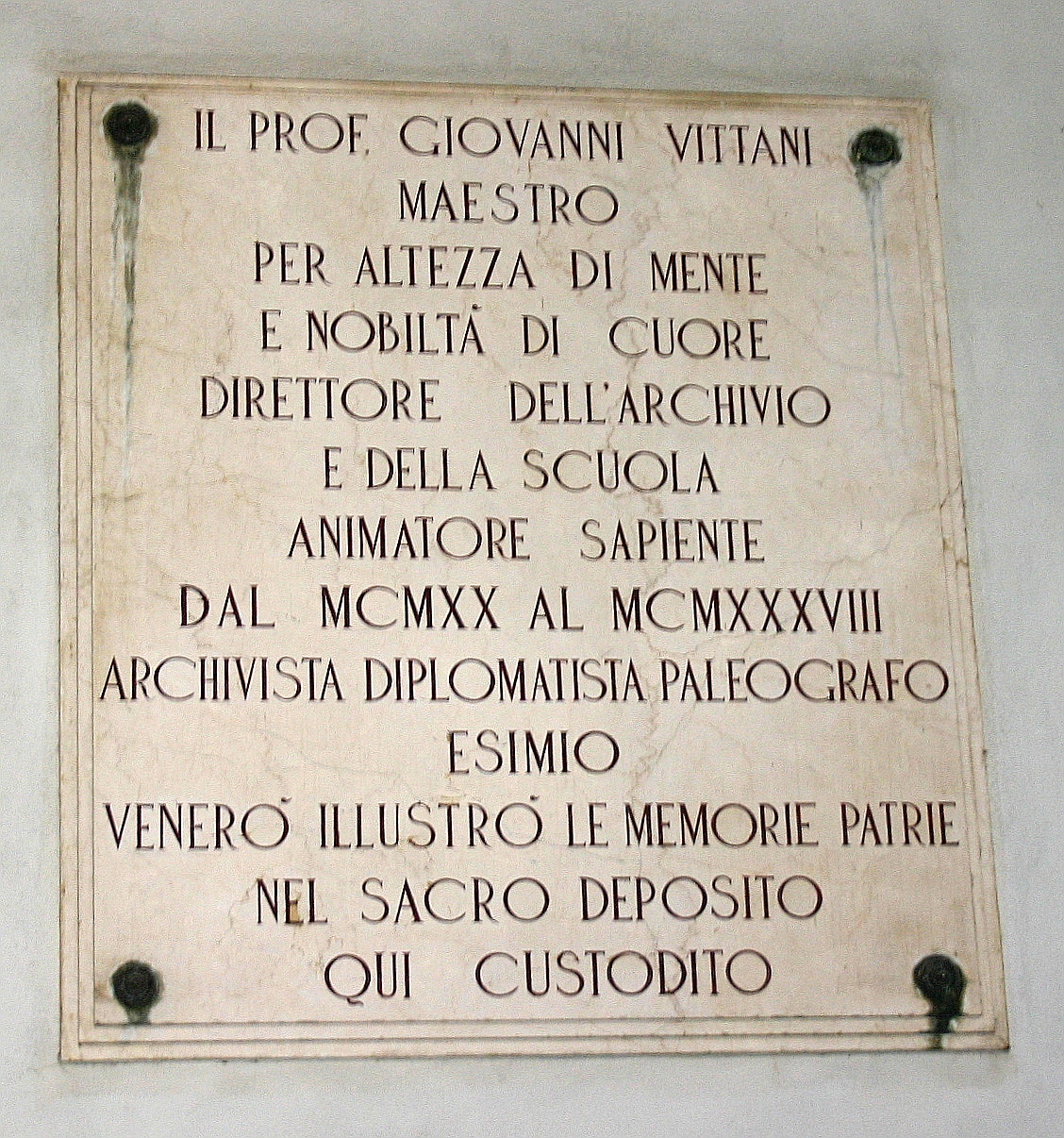
Lapide epigrafica dedicata a Giovanni Vittani situata nel Palazzo del Senato, attuale sede dell'Archivio di Stato di Milano.

Nato da un'antica famiglia nobile comasca, Giovanni Vittani, figlio di Santo e di Francesca della Torre, si laureò sia in Lettere sia in Giurisprudenza. Entrato nel 1901 nell'amministrazione archivistica meneghina quale alunno di I categoria, nel 1903 si diplomò presso la Scuola di Archivistica, Paleografia e Diplomatica di Milano nel 1903. Lavorò inizialmente con il direttore Ippolito Malaguzzi Valeri (1899-1905), ma fu sotto il successore di questi, l'orvietano Luigi Fumi (1907-1919), che il Vittani ascese al rango di "primo archivista", affiancando il Fumi nell'opera di riorganizzazione scientifica e metodologica dell'Archivio di Stato di Milano e della Scuola annessa, ove fu docente di Paleografia e Diplomatica dal 1908 fino al 1926. Sia il Fumi che il Vittani, infatti, recepirono le istanze riformatrici addotte dal Manuale degli archivisti olandesi (1899, edito a Torino poi nel 1908 da parte dello stesso Vittani e di Giuseppe Bonelli), istanze che andavano contro la prassi metodologica formulata, più di cent'anni prima, da Ilario Corte e dal discepolo Luca Peroni.
Se il Fumi fu il riorganizzatore dell'Archivio di Stato di Milano, Giovanni Vittani fu il suo braccio destro nella riorganizzazione della Scuola di Archivistica, Paleografia e Diplomatica, in questo affiancato da Cesare Manaresi e le cui lezioni poi furono raccolte in alcune dispense. Infatti, nei vari Annuari che il Fumi redasse dal 1911 al 1918, vi erano riportate anche le Prolusioni che il Vittani, in quanto responsabile della scuola, pronunciava non solo agli studenti, ma anche a tutti i milanesi di buona cultura che si mostravano interessati alla vivacità culturale che regnava in Archivio. Tali Prolusioni, che furono pubblicate tra il 1911 e il 1928, affrontavano sia questioni tecniche legate alla disciplina della scuola, ma anche argomenti relativi alla metodologia del Fumi e la critica, quindi, verso il metodo peroniano. Grazie alla sua solida cultura e all'apertura verso le novità archivistiche e diplomatiche in ambito europeo, la scuola milanese divenne una delle più importanti a livello italiano.

### Il periodo come direttore e l'attività didattico-scientifica
(Bascapè, p. 285)
Giovanni Vittani, in qualità di direttore dell'Archivio di Stato di Milano dal 1920 al 1938, continuò l'opera del Fumi ma, realisticamente, si accorse che la riorganizzazione dei fondi creati da Peroni (Atti di Governo) e da Luigi Osio (Fondo Cimeli) al loro status originario, era un'impresa praticamente impossibile da realizzare. I diciotto anni in cui fu direttore Vittani e i suoi più stretti collaboratori (in particolare Vittani fu aiutato dal suo successore alla guida dell'ASMi, Guido Manganelli), tuttavia, riuscirono a reinventariare il carteggio visconteo-sforzesco e quelli relativi al periodo della dominazione spagnola prima, e austriaca poi, dedicandosi all'attività storico-divulgativa di Milano e della Lombardia in generale. Altra impresa ardua fu la riconsegna del materiale archivistico che gli austro-ungarici, sconfitti nella prima guerra mondiale, dovettero cedere all'Italia e che dovettero essere riportati a Milano in quanto riguardanti l'amministrazione civile e militare austriaca a Milano durante il Regno Lombardo-Veneto.
Contemporaneamente al suo incarico come Direttore dell'Archivio milanese, Giovanni Vittani fu chiamato a far parte delle commissioni scientifiche relative alla storia nazionale e lombarda, quali la Regia Deputazione sovra gli studi di Storia Patria per le antiche provincie e la Lombardia; la Società storica Lombarda; la Società Storica Comense, di cui fu presidente. Fu poi chiamato come docente di Paleografia all'Università Statale di Milano (Regia Università di Milano) dal 1919 al 1926, quando fu chiamato in Cattolica dove tenne la cattedra fino alla morte.

## Opere
- Giovanni Vittani, Santa Maria della Vittoria. Cenni storici, Milano, tip. S. Giuseppe, 1904, SBN PUV0657658.
- Samuel Muller, Johan Adriaan Feith e Robert Fruin, Ordinamento e inventario degli archivi. Traduzione libera con note di Giuseppe Bonelli e Giovanni Vittani riveduta dagli Autori, dall'edizione ultima, uscita in tedesco a cura di H. Kaiser, a cura di Giuseppe Bonelli e Luigi Vittani, Torino, Unione Tipografico-Editrice Torinese, 1908.
- Giovanni Vittani, L'archivio del monastero di S. Chiara Vecchia in Lodi, Lodi, Tip. Borini Abbiati, 1913, SBN CAG0907813.
- Giovanni Vittani, I governi nei rapporti dell'insegnamento della diplomatica in Lombardia, a cura di Luigi Fumi, collana Annuari dell'Archivio di Stato di Milano 1912-1913, Perugia, Unione tipografica cooperativa, 1913, SBN LO11546680.
- (IT, LA) Giovanni Vittani, Paleografia latina: appunti dalle lezioni del prof. Giovanni Vittani: anno scolastico 1913-14, Milano, G. Tenconi, 1914, SBN MIL0348144.
- Giovanni Vittani, Nozioni di metrologia, numismatica e araldica: appunti dalle lezioni del prof. Giovanni Vittani: anno scolastico 1913-14, Milano, G. Tenconi, 1914, SBN MIL0348146.
- Giovanni Vittani, Diplomatica: appunti sulle lezioni del prof. G. Vittani: anno scolastico 1914-15, Milano, G. Tenconi, 1915, SBN MIL0348155.
- Giovanni Vittani, La formazione dell'archivista: prolusione letta il 3 dicembre 1916 nella Regia Scuola di Paleografia, Diplomatica e Archivistica annessa all'Archivio di Stato in Milano, a cura di Luigi Fumi, collana Prolusione del 1917 contenuta nell'Annuario dell'Archivio di Stato di Milano, Milano, Palazzo del Senato, 1917, SBN RML0090892.
- Giovanni Vittani, Le scuole degli Archivi di Stato, collana Gli archivi italiani, vol. 3-4, Siena, Stab. Arti Grafiche Lazzeri, 1918, SBN CUB0671337.
- Giovanni Vittani, L'influenza dei negoziati diplomatici negli archivi, a cura di Luigi Fumi, collana Prolusione all'anno scolastico 1917-18 della Regia Scuola di Paleografia, Diplomatica e Archivistica presso l'Archivio di Stato in Milano, a sua volta contenuta nell'Annuario dell'Archivio di Stato di Milano, Perugia, Unione tipografica cooperativa, 1918, SBN RML0090894.
- Giovanni Vittani, Archivi resi dall'Austria all'Archivio di Stato in Milano riguardanti la storia del Risorgimento: dagli atti dell'XI congresso tenutosi in Milano il 17-18-19 settembre 1923, Aquila, Vecchioni, 1924, SBN FOG0163343.
- Giovanni Vittani, La Regia Scuola di paleografia, diplomatica e archivistica in Milano, Milano, Stab. tip. Stucchi-Ceretti, 1929, SBN PUV0485147.
- Giovanni Vittani, Il collegio elvetico di Milano, collana Humilitas, Milano, S. Lega Eucaristica, 1932  [marzo-dicembre], SBN LO11153134.
- Giovanni Vittani, Corso di Paleografia, Milano, Tipografia Tenconi, s.d., SBN TO01982321., con il patrocinio dell'Università Cattolica del Sacro Cuore
- Giovanni Vittani, La concezione fascista dello Stato e gli archivi: prolusione letta il giorno 11 novembre 1926 nella R. Scuola di paleografia, diplomatica e archivistica annessa all'Archivio di Stato in Milano, Orvieto, Tipografia E. Marsili, 1926, SBN PUV0485983.
- Giovanni Vittani, Il processo Pellico-Maroncelli nei giudizi d'appello e del Senato Lombardo-Veneto, in Ad Alessandro Luzio gli Archivi di stato italiani: miscellanea di studi storici, Firenze, Felice Le Monnier, 1933,  pp. 359-378, SBN PUV0653298.

### Esplicative
1. ↑  Lo stesso Vittani curò, sull'Enciclopedia Italiana, una voce riguardante la propria famiglia:  Giovanni Vittani, Vittani, collana Enciclopedia Italiana, Roma, Istituto della Enciclopedia Italiana, 1937. URL consultato il 24 giugno 2018.
2. ↑  Riferimento alla prolusione dell'Anno Accademico 1913-1914 intitolata Collezioni e musei negli archivi, in cui si criticava fortemente lo scorporamento dei fondi operati dal Peroni e si sottolineava il rapporto di unitarietà tra fondo e soggetto produttore. Cfr. Raponi, p. 329
3. ↑  Cassetti, p. 545 riferisce che ottenne la libera docenza di insegnare Paleografia latina, diplomatica e archivistica presso l'Accademia scientifico-letteraria di Milano (confluita per l'appunta nella Regia Università degli Studi di Milano con la Riforma Gentile del 1924) il 2 agosto 1918.

### Bibliografiche
1. 1 2  Cassetti, p. 545.
2. 1 2 3  Cassetti, p. 544.
3. ↑  Bascapè, p. 285.
4. ↑  Cassetti, p. 545 riporta che il 14 maggio 1911 divenne primo archivista di IV classe.
5. ↑  De Angelis, p. 113, n° 75; p. 114.
6. ↑  Raponi, pp. 321-322; Cagliari Poli, p. 15 §2; Bascapè, p. 285
7. ↑  Raponi, p. 327.
8. ↑  De Angelis, p. 114; Raponi, p. 328
9. ↑  Raponi, p. 328.
10. ↑  Santoro, 2011, p. 28; De Angelis, p. 114
11. 1 2  Cagliari Poli, p. 15 §2.
12. ↑  Saita-Santorelli.
13. ↑  Natale, p. 900.
14. ↑  Bascapè, pp. 326-327.
15. ↑  Bascapè, pp. 289-290.
16. ↑  Bascapè, p. 288.